# Clockstoppers
Clockstoppers è un film di fantascienza del 2002, diretto da Jonathan Frakes e interpretato da Jesse Bradford, Paula Garcés e Michael Biehn.

## Trama
Zak e Francesca, studenti di liceo, trovano un orologio fermatempo appartenente alla Sicurezza nazionale. Il congegno è un'invenzione del padre di Zak e i due ragazzi ne approfittano, almeno fino allo scontro con un'ex spia, che vuole usare l'orologio per conquistare il mondo.

## Produzione
Il regista, Jonathan Frakes, ha commentato "Questo copione è rimasto fermo alla Paramount per molto tempo, solo dopo i successi di Primo Contatto e L'insurrezione, la Paramount lo ha ripreso in mano e ha deciso di completarlo con un costo limitato."

## Accoglienza e incassi
Il film debuttò al quinto posto di botteghino negli Stati Uniti. Alla prima settimana incassò 10,1 milioni di dollari per poi scendere al settimo posto nella settimana successiva. Il film ha guadagnato un totale di 38.8 milioni di dollari a fronte un budget di 26 milioni.

## Tracce
1. Smash Mouth – Holiday in My Head – 2:41
2. Sugar Ray – Abracadabra (2002 Ralph Sall remix) – 3:44
3. Fenix TX – A Song for Everyone – 4:09
4. Uncle Kracker – Time After Time – 4:21
5. Third Eye Blind – Never Let You Go – 3:57
6. Blink-182 – All the Small Things – 2:51
7. Nickelback – Breathe – 3:59
8. New Found Glory – The Minute I Met You – 3:03
9. Simple Plan – The Worst Day Every – 3:34
10. The Dandy Warhols – Bohemian Like You – 3:31
11. Lit – Quicksand – 3:18
12. Scapegoat Wax – Space to Share – 4:05
13. Kool Keith – Know My Name – 3:23
14. Lil' J – It's the Weekend – 3:02
15. The Cranberries – Time Is Ticking Out – 2:59